# Ernst der Eiserne

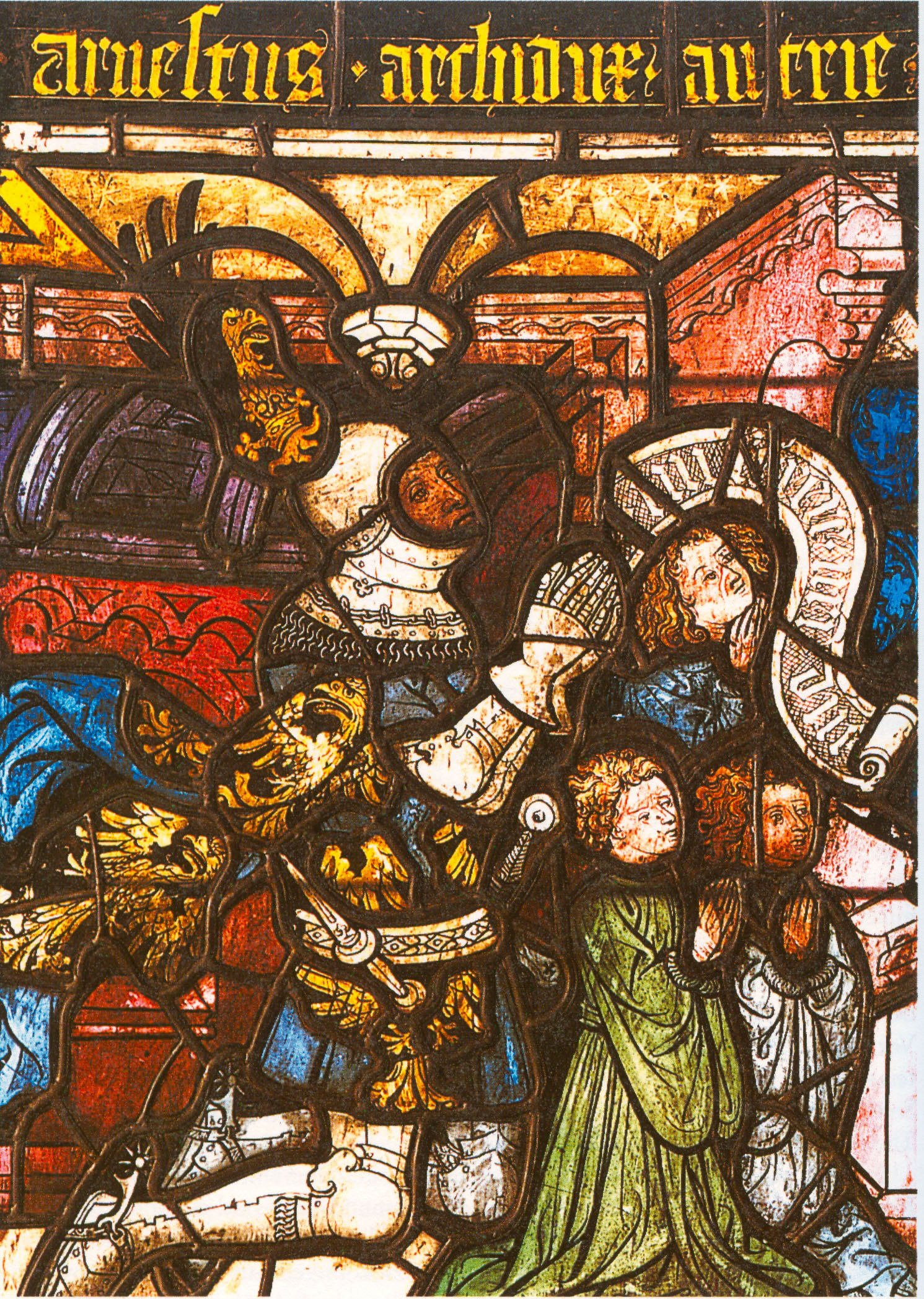
Ernst der Eiserne mit seinen Söhnen

Ernst I., genannt Ernst der Eiserne (* um 1377 in Bruck an der Mur; † 10. Juni 1424 ebenda), aus der Familie der Herzöge von Österreich aus dem Haus der Habsburger war Herzog von Steier(mark), Kärnten und Krain. Er führte als erster Habsburger seit Rudolf IV. offiziell den Titel eines Erzherzogs zu Österreich und gilt als einer der Stammväter seiner Dynastie.

## Herkunft, Ehen und Kinder
Herzog Ernst von Österreich war einer der jüngeren Söhne des Herzogs Leopold III. von Österreich (1351–1386) aus dessen Ehe mit Viridis Visconti, einer Tochter von Bernabò Visconti, dem Stadtherrn von Mailand und dessen Ehefrau Beatrice della Scala.
Herzog Ernst war zweimal verheiratet. Am 14. Januar 1392 wurde in Bruck an der Mur seine erste Ehe mit Margarethe (1366–1407), einer Tochter von Herzog Bogislaw V. von Pommern aus dessen Ehe mit Adelheid von Braunschweig-Grubenhagen geschlossen. Margarethes ältere Halbschwester Elisabeth (* um 1345; † 1393) war die vierte Ehefrau von Kaiser Karl IV. und Mutter des späteren Kaisers Siegmund, der nach dem Tod Margarethes aufgrund der Verwandtschaft, wenngleich ohne tatsächlichen Rechtsanspruch, wiederholt die Rückerstattung ihrer Mitgift an seine Person einforderte. Die erste Ehe von Herzog Ernst blieb kinderlos.
In zweiter Ehe heiratete er 1412 in Bruck an der Mur Cymburgis  (auch Cimburka, Zimburg oder Zimburgis) von Masowien (1394–1429), eine Nichte des polnischen Königs Władysław II. Jagiełło und Tochter des Herzogs Siemowit IV. von Masowien aus dessen Ehe mit Großfürstin Alexandra von Litauen. Aus der zweiten Ehe von Herzog Ernst gingen neun Kinder hervor:
- Friedrich III. (V.) (1415–1493), ⚭ 1452 Infantin Eleonore von Portugal (1436–1467), Tochter des portugiesischen Königs Eduard I. aus dessen Ehe mit Eleonore von Aragonien.
- Margarethe (1416–1486), ⚭ 1431 Kurfürst Friedrich II. von Sachsen (1412–1464), Sohn des sächsischen Kurfürsten Friedrich I. aus dessen Ehe mit Katharina von Braunschweig-Lüneburg.
- Albrecht VI. (1418–1463), ⚭ 1452 Mechthild von der Pfalz (1419–1482), Witwe des Grafen Ludwig I. von Württemberg und Tochter des Kurfürsten Ludwig III. von der Pfalz aus dessen Ehe mit Mathilde von Savoyen.
- Katharina (1420–1493), ⚭ 1447 Markgraf Karl I. von Baden (1427–1475), Sohn des badischen Markgrafen Jakob I. aus dessen Ehe mit Katharina von Lothringen
- Ernst (1420–1432)
- Alexandra (*/† 1421)
- Anna (*/† 1422)
- Rudolf (*/† 1424)
- Leopold (*/† 1424)

## Leben

### Anfänge
Nach dem Tod seines in der Schlacht bei Sempach im Jahr 1386 gefallenen Vaters Herzog Leopold III. stand Ernst zunächst unter der Vormundschaft seines Onkels Albrecht III. Nach dessen Tod im Jahr 1395 übernahm Ernsts älterer Bruder Wilhelm die Vormundschaft. Im Jahr 1402 wurde Ernst Mitregent in Wilhelms Herrschaften, ausgenommen dem Herzogtum Steiermark.
1401 begleitete er den deutschen König Ruprecht auf dessen Zug nach Italien gegen die Mailänder Visconti.

### Auseinandersetzungen nach dem Tod Wilhelms
Der Tod Wilhelms im Jahr 1406 führte zu Auseinandersetzungen zwischen Ernst und seinem älteren Bruder Leopold IV. um dessen Nachfolge und um die Vormundschaft über ihren Verwandten Albrecht V., die Wilhelm seit dem Tod von dessen Vater Albrecht IV. ausgeübt hatte. Bei der Teilung im Herbst 1406, die auf Vermittlung der Landstände erzielt wurde, erhielt Leopold die Herrschaft über die Herzogtümer Kärnten und Krain und Ernst das Herzogtum Steiermark, wofür er zunächst zugunsten von Leopold auf die Vormundschaft über Albrecht V. und somit auf die Herrschaft über das Herzogtum Österreich verzichtete. Da es Leopold jedoch nicht gelang, die Lage dort zu stabilisieren, beanspruchte er, unterstützt von einem Teil der österreichischen Landstände, im Jahr 1407 erneut die Vormundschaft über Albrecht, worauf zwischen ihm und Leopold im November eine militärische Auseinandersetzung begann, die in der Literatur gewöhnlich als Bürgerkrieg bezeichnet wird. In diesen war auch die Stadt Wien verwickelt, deren vom Patriziat beherrschter Stadtrat auf Seiten von Ernst stand, während die Handwerker Leopold unterstützten. Eine Folge waren die am 11. Juli 1408 erfolgten Hinrichtungen des Wiener Bürgermeisters Konrad Vorlauf und der Ratsherrn Konrad Ramperstorffer und Hans Rockh. Die Auseinandersetzung der beiden Herzöge wurde erst am 13. März 1409 durch einen Schiedsspruch des späteren Kaisers Siegmund beendet, nach dem Leopold und Ernst gemeinsam die Vormundschaft führen sollten. Als die österreichischen Landstände Albrecht V. mit seiner Zustimmung am 2. Juni 1411 für großjährig und regierungsfähig erklärten und Leopold IV. am Folgetag überraschend verstarb, musste Ernst letztlich seine Herrschaftsansprüche auf das Herzogtum Österreich aufgeben. Als Nachfolger Leopolds übernahm er die Herrschaft in den Herzogtümern Kärnten und Krain.

### Einsetzung als Erzherzog
Im Privilegium maius wurde die Berechtigung der Habsburger, den Erzherzogtitel führen zu dürfen, von ihrer Herrschaft über das Herzogtum Kärnten abgeleitet, da der Herzog von Kärnten nach der Chronik des Johann von Viktring und einem Einschub im Schwabenspiegel als Reichsjägermeister angeblich ebenfalls Inhaber eines Reichserzamtes gewesen war. Am 18. März 1414 ließ sich Herzog Ernst als Herzog von Kärnten auf dem Fürstenstein in Karnburg am Zollfeld huldigen. Bei dieser Huldigung handelte es sich um das Ritual einer Herrschaftseinsetzung in slowenischer (historisch „windischer“) Sprache nach einer alten Tradition, dem sich bereits einige seiner Vorgänger, so die Herzöge Albrecht II. und Otto IV., unterzogen hatten. Ernst war der letzte Herzog von Kärnten, der sich diesem Ritual unterzog. Von diesem Zeitpunkt an bezeichnete er sich selbst als Erzherzog zu Österreich. Die überlieferten Reaktionen der Zeitgenossen dazu fielen unterschiedlich aus. Die Untertanen, selbst solche, die als Gegner galten, verwendeten den Erzherzogtitel. Eine Anerkennung durch einen der Päpste ist dagegen nicht belegt. Während mehrere geistliche und weltliche Fürsten, und gelegentlich auch sein jüngerer Bruder Friedrich, Ernst als Erzherzog titulierten, anerkannte König Siegmund den Titel nicht, was auch bei Albrecht V. der Fall gewesen sein dürfte. Gegenmaßnahmen oder zumindest deren Ankündigung von Seiten Siegmunds oder Albrechts sind nicht überliefert, es hat den Anschein, dass sie sich darauf beschränkten, den Titel nicht zu verwenden.
Ernst war der erste Habsburger, der seit Rudolf IV. den Erzherzogstitel in seinen Diplomen führte. Dort bezeichnete er sich nach der Annahme des Titels als: „Ernst von gotes genaden erzherzog ze Osterreich, ze Steyr, ze Kernden und zu Krayn, grafe zu Tyrol, ze Habspurg, ze Phyrtt und ze Kyburg, herre auf der Windischen Marich und ze Portnaw, marggraf ze Burgaw und lantgraf in Elsassen und in Brisgaw“. Sein kleiner Titel beschränkte sich unter Angabe der Erzherzogswürde auf die Nennung der Hauptgebiete: Erzherzog zu Österreich, zu Steier, zu Kärnten, zu Krain, Graf zu Tirol etc. Er verwendete den Erzherzogtitel nicht nur in Urkunden, sondern ließ sich mit dieser Insigne auch abbilden, so z. B. in einer Miniatur des Heinrich Aurhaym aus der Zeit um 1415 und auf seiner Grabplatte.

### Pilgerfahrt nach Jerusalem
Im Jahr 1414 unternahm Ernst eine Pilgerfahrt nach Jerusalem. Die Reiseroute führte über Venedig, Tarvis und Portenau. In Jerusalem wurde Ernst zum Ritter des Heiligen Grabes zu Jerusalem geschlagen. Bereits sein Cousin Albrecht IV. war viele Jahre zuvor nach Jerusalem gepilgert. 1436 machte sein ältester Sohn Friedrich ebenfalls eine Pilgerfahrt nach Jerusalem.

### Die späten Jahre
Ernst gilt als einer der Gegner von König Sigismund. Als sein jüngster Bruder Friedrich, der mit der leeren Tasche von König Sigismund 1415 in die Acht erklärt worden war, versuchte Ernst zunächst, sich selbst der Gebiete Friedrichs zu bemächtigen, glich sich dann aber mit seinem Bruder um 1416/17 aus und verteidigte namentlich Tirol gegen die Ansprüche des Königs und nötigte diesen durch seine drohende Haltung zum Verzicht auf die meisten seiner Forderungen. Als Regent Innerösterreichs handhabte er mit Festigkeit seine landesfürstlichen Rechte, und als Glied der leopoldinisch-innerösterreichischen Linie, die in seinem Erstgeborenen, Friedrich V., später III. als Kaiser, die beiden anderen, die albertinisch-österreichische Linie und die Tiroler Nebenlinie, überdauerte, beerbte er das Haus Habsburg.
Ernst wurde ein spektakulärer Sieg über in die Steiermark eingefallene osmanische Türken zugeschrieben. Obwohl die Türkenschlacht von Radkersburg (1418) eine reine Erfindung späterer Chronisten ist, hielt sich dieser Mythos bis zum Ende des 19. Jahrhunderts. Tatsächlich waren statt osmanischer Türken damals Sigismunds Ungarn in die Steiermark eingefallen, woraufhin sich Ernst und sein Bruder Friedrich auch mit König Sigismund wieder aussöhnen mussten.

### Tod
Ernst starb 1424 in Bruck an der Mur. Beigesetzt wurde er im Zisterzienserstift Rein nahe Graz, wo bereits seine erste Ehefrau ihre letzte Ruhestätte gefunden hatte. Die Vormundschaft für seine noch unmündigen Kinder und somit auch die Regentschaft für seine Herzogtümer übernahm Herzog Friedrich IV. im Einvernehmen mit den dortigen Landständen.

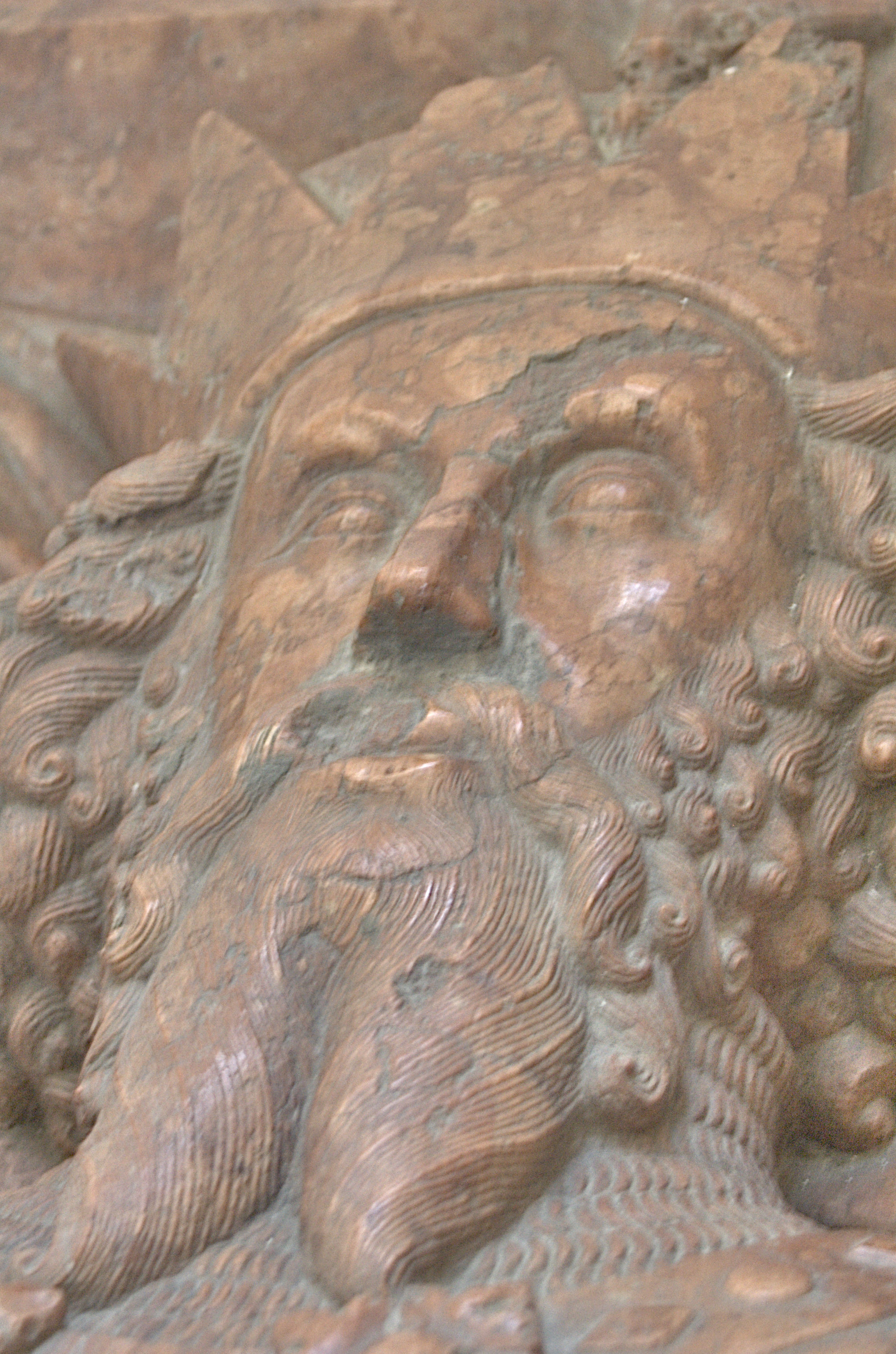
Abbildung Herzog Ernsts auf seiner Grabplatte

## Ernst der Eiserne
Ernsts Beiname „der Eiserne“ wird gewöhnlich auf seine körperliche Erscheinung und seinen Charakter bezogen. Wie bei anderen Herrschern des Mittelalters ist auch bei Ernst nicht geklärt, wie sein Beiname entstanden ist und worauf er sich tatsächlich bezieht. Nachgewiesen ist der Beiname der Eiserne erst nach seinem Tod.

## Ahnentafel
| Ahnentafel von Ernst dem Eisernen | Ahnentafel von Ernst dem Eisernen                                           | Ahnentafel von Ernst dem Eisernen                                           | Ahnentafel von Ernst dem Eisernen                                           | Ahnentafel von Ernst dem Eisernen                                           | Ahnentafel von Ernst dem Eisernen                                           | Ahnentafel von Ernst dem Eisernen                                           | Ahnentafel von Ernst dem Eisernen                                           | Ahnentafel von Ernst dem Eisernen                                           |
| --------------------------------- | --------------------------------------------------------------------------- | --------------------------------------------------------------------------- | --------------------------------------------------------------------------- | --------------------------------------------------------------------------- | --------------------------------------------------------------------------- | --------------------------------------------------------------------------- | --------------------------------------------------------------------------- | --------------------------------------------------------------------------- |
| Urgroßeltern                      | König Albrecht (1255–1308) ⚭ 1274 Elisabeth von Görz und Tirol (1262–1313)  | König Albrecht (1255–1308) ⚭ 1274 Elisabeth von Görz und Tirol (1262–1313)  | Ulrich III. von Pfirt (1281–1324) ⚭ Johanna von Mömpelgard (1284–1349)      | Ulrich III. von Pfirt (1281–1324) ⚭ Johanna von Mömpelgard (1284–1349)      | Stefano Visconti (1288–1327) ⚭ 1318 Valentina Doria                         | Stefano Visconti (1288–1327) ⚭ 1318 Valentina Doria                         | Mastino II. della Scala (1308–1351) ⚭ 1328 Taddea da Carrara                | Mastino II. della Scala (1308–1351) ⚭ 1328 Taddea da Carrara                |
| Großeltern                        | Herzog Albrecht der Weise (1298–1358) ⚭ 1324 Johanna von Pfirt (1300–1351)  | Herzog Albrecht der Weise (1298–1358) ⚭ 1324 Johanna von Pfirt (1300–1351)  | Herzog Albrecht der Weise (1298–1358) ⚭ 1324 Johanna von Pfirt (1300–1351)  | Herzog Albrecht der Weise (1298–1358) ⚭ 1324 Johanna von Pfirt (1300–1351)  | Bernabò Visconti (1323–1385) ⚭ 1350 Beatrice della Scala                    | Bernabò Visconti (1323–1385) ⚭ 1350 Beatrice della Scala                    | Bernabò Visconti (1323–1385) ⚭ 1350 Beatrice della Scala                    | Bernabò Visconti (1323–1385) ⚭ 1350 Beatrice della Scala                    |
| Eltern                            | Herzog Leopold der Gerechte (1351–1386) ⚭ 1365 Viridis Visconti (1350–1414) | Herzog Leopold der Gerechte (1351–1386) ⚭ 1365 Viridis Visconti (1350–1414) | Herzog Leopold der Gerechte (1351–1386) ⚭ 1365 Viridis Visconti (1350–1414) | Herzog Leopold der Gerechte (1351–1386) ⚭ 1365 Viridis Visconti (1350–1414) | Herzog Leopold der Gerechte (1351–1386) ⚭ 1365 Viridis Visconti (1350–1414) | Herzog Leopold der Gerechte (1351–1386) ⚭ 1365 Viridis Visconti (1350–1414) | Herzog Leopold der Gerechte (1351–1386) ⚭ 1365 Viridis Visconti (1350–1414) | Herzog Leopold der Gerechte (1351–1386) ⚭ 1365 Viridis Visconti (1350–1414) |
| Ernst der Eiserne (1377–1424)     |                                                                             |                                                                             |                                                                             |                                                                             |                                                                             |                                                                             |                                                                             |                                                                             |

## Verweise
Siehe auch: Liste der Markgrafen und Herzöge von Österreich im Mittelalter

### Lexikonartikel
- Constantin von Wurzbach: Habsburg, Ernst der Eiserne. In: Biographisches Lexikon des Kaiserthums Oesterreich. 6. Theil. Kaiserlich-königliche Hof- und Staatsdruckerei, Wien 1860, S. 178–180 (Digitalisat).
- Franz Krones: Ernst (Herzog von Österreich). In: Allgemeine Deutsche Biographie (ADB). Band 6, Duncker & Humblot, Leipzig 1877, S. 294–297.
- Alphons Lhotsky: Ernst Herzog von Österreich. In: Neue Deutsche Biographie (NDB). Band 4, Duncker & Humblot, Berlin 1959, ISBN 3-428-00185-0, S. 616 f. (Digitalisat).
- Felix Czeike: Historisches Lexikon Wien. Verlag Kremayr & Scheriau, Wien 1993, Band 2, S. 206 bzw. Ernst der Eiserne im Wien Geschichte Wiki der Stadt Wien

### Sekundärliteratur
- Monika Schellmann: Zur Geschichte von Herzog Ernst des Eisernen (1386/1402-1424). Dissertation (ungedruckt), Universität Wien, 1966.